# Sparrmannia distincta
Sparrmannia distincta är en skalbaggsart som beskrevs av Louis Albert Péringuey 1888. Sparrmannia distincta ingår i släktet Sparrmannia och familjen Melolonthidae. Inga underarter finns listade i Catalogue of Life.